# 眭祿
眭祿（1992年4月1日—） ，女，湖南株洲人，中國體操運動員，世界冠軍。強項是平衡木和自由體操。2013年退役。

## 生平
眭祿約四歲開始練習體操，在2000年以人才引進方式來到上海隊。約2004年進入國家體操隊，但一直未為人所注視。
直到2007年，眭祿一戰成名，協助上海體操女隊重奪相隔27年之久的全國錦標賽女團冠軍。
2008年全國體操錦標賽，眭祿更一舉獲得平衡木和自由體操兩面金牌。此時，人們都認為眭祿是奧運代表的不二之選。可是，已經算大器晚成的眭祿缺乏大賽經驗，在其後的兩個世界杯分站賽表現都不如理想，國家體操隊主教練陸善真給她的評語是「太嫩」。最後，眭祿落選奧運名單。
奧運會過後，眭祿因受到落選的打擊，曾一度產生退役念頭。
2009年，是眭祿豐收盛開的一年，她先後參加了三個世界杯分站賽，獲得優良的成績。其中在第十一屆全國運動會上，眭祿獲得了兩金兩銅，成為女子體操運動員之最。其後在十月，眭祿代表中國參加第四十一屆世界體操錦標賽，這是眭祿第一次參加的大型體操比賽，她最後不負眾望，獲得了寶貴的一面銅牌。
2010年，仍是眭祿豐收的一年，她先後奪得兩個全國比賽的全能冠軍。在十月，她參加了第四十二屆世界體操錦標賽，協助中國隊得到銅牌，個人方面卻因為預賽失誤未能進入平衡木決賽，自由體操決賽只得到到五名的成績。但在緊接舉行的廣州亞運會上，眭祿除了協助中國隊完成女子團體十連冠的壯舉外，個人同時得到了個人全能、平衡木和自由體操冠軍，以四面金牌成為是次亞運會得金最多的體操運動員。
2011年，眭祿繼續保持在平衡木和自由體操的優勢，在5月舉行的全國體操錦標賽上，成功衛冕這兩個項目的冠軍，亦協助上海隊重奪團體冠軍。然而，眭祿在7月舉行的日本杯個人全能決賽發揮失準，在平衡木下法時出現失誤，而弱項高低槓得分又較其他對手低，故總分落後日本選手鶴見虹子，獲得亞軍。
2011年東京世錦賽，眭祿在平衡木及自由體操的發揮一場比一場完美，平衡木决赛上，眭祿以完美表現獲15.866分奪冠，這也使她加冕平衡木世界冠軍！此外她還獲得自由體操銀牌和團體銅牌。
2012年，在倫敦奧運會女子平衡木比賽中，眭祿以難度分6.5分、完成分9.000分、總分15.500分的高分取得亞軍，冠軍是她的隊友鄧琳琳。鄧琳琳的難度分為6.6分，高出眭祿0.1分，取得冠軍。
眭禄退役後在上海交通大学体育學系擔任體育老師，教授體操、瑜伽、形體、健美。

## 主要比賽成績
- 2007年 全國體操錦標賽女團冠軍
- 2007年 全國體操冠軍賽自由體操冠軍（與江鈺源并列）
- 2008年 全國體操錦標賽女團、女子平衡木、女子自由體操冠軍
- 2009年 世界杯德國科特布斯站自由體操冠軍
- 2009年 全國體操錦標賽女子團體冠軍
- 2009年 仙桃全國體操冠軍賽女子自由體操冠軍
- 2009年 第十一屆全國運動會女子團體金牌、女子個人全能銅牌、女子自由體操金牌、女子平衡木銅牌
- 2009年 第四十一屆世界體操錦標賽女子自由體操銅牌
- 2009年 世界杯克羅地亞站平衡木、自由體操冠軍
- 2009年 世界杯德國斯圖加特站自由體操冠軍
- 2010年 仙桃全國體操冠軍賽女子全能冠軍、平衡木亞軍、自由體操冠軍
- 2010年 湖南株洲全國體操錦標賽女子個人全能、平衡木、自由體操冠軍，女子團體季軍。
- 2010年 世界體操錦標賽女子團體季軍
- 2010年 第十六屆亞洲運動會女子團體冠軍、女子個人全能、女子平衡木及女子自由體操冠軍
- 2011年 江蘇昆山全國體操錦標賽女子團體、平衡木、自由體操冠軍
- 2011年 日本杯女子個人全能亞軍
- 2011年 第四十三屆世界體操錦標賽女子團體銅牌、女子平衡木金牌、女子自由體操銀牌
- 2012年 全國體操錦標賽女子團體、自由體操冠軍，平衡木季軍
- 2012年 倫敦奧運會女子平衡木比賽亞軍
- 2013年 全國體操錦標賽女子團體、自由體操冠軍 (與商春松并列)
- 2013年 第十二屆全國運動會女子團體金牌、女子平衡木、自由體操銀牌